# Liam O'Hagan
Liam O'Hagan es un jugador profesional de fútbol americano juega la posición de quarterback para Sacramento Mountain Lions de la United Football League. Fue seleccionado por California Redwoods en 2009. Jugó de colegial en Harvard.